# 何德华
何德华（英語：Teck-Hua Ho，1961年5月10日—）现任南洋理工大学校长，获南大颁发杰出大学讲席教授荣衔。何教授曾任新加坡国立大学高级常务副校长兼教务长 (2018年至2023年）和副校长（研究与科技）（2015年至2018年)。此前，何教授曾任美国加州大学伯克利分校哈斯商学院的威廉·哈尔福德家族（William Halford Jr Family）营销学教授。他也是新加坡全国人工智能核心计划创始执行主席以及新加坡工程院院长。

## 教育背景
何德华拥有美国宾夕法尼亚大学沃顿商学院的决策科学硕士和博士学位。何教授最早毕业于新加坡国立大学，先后考获电机工程一等荣誉学位以及计算机与信息科学理学硕士学位。

## 职业经历
加入南大之前，何教授曾任新加坡国立大学高级常务副校长兼教务长（2018年至2023年）和副校长（研究与科技）（2015年至2018年)。他是2015年新加坡国立研究基金会新加坡归国科学家奖的首位获奖者，获奖项目为《使用数据驱动的决策科学解决社会挑战》。
此前，何教授曾任美国加州大学伯克利分校哈斯商学院的威廉·哈尔福德家族（William Halford Jr Family）营销学教授（2002年至2015年)、哈斯商学院亚洲商业中心署长、副院长（学术事务）、营销方向团队主席。在哈斯商学院，何教授连续三年（2004年至2006年）获颁 “厄尔切特杰出教学成就奖” （Earl F. Cheit Award for Excellence in MBA Teaching)，并于2010年获颁加州大学伯克利分校最高教学成就奖 “杰出教学奖”。2015年，何教授荣获哈斯商学院最高学院奖“威廉姆森奖”。该奖项是以2009年诺贝尔经济科学奖得主威廉姆森 (Oliver Williamson) 命名，旨在表彰教职人员秉持威廉姆森在学术论著和遗泽中所反映的品格和诚信道德。此前，何教授曾任美国宾夕法尼亚大学沃顿商学院市场营销副教授（1997年至2002 年)，以及美国加州大学洛杉矶分校安德森管理学院运营与技术管理助理教授（1994年至1997年)。
何德华的许多重要著作已发表在行为经济学、管理科学和市场营销领域的参考期刊上。他是第一位担任《管理科学》(Management Science) 主编的非美籍学者。这份期刊是由美国运筹学和管理科学研究协会（Institute for Operations Research and the Management Sciences）所出版，也是以管理研究为主题的世界顶尖期刊之一。
何教授身兼国防科技局、国防科技研究院、政府科技局和国立研究基金会的董事会成员。
2022年當選第33屆中央研究院院士，因具國籍而引發爭議，中華民國內政部就何德華提供資料依國籍法判定他具中華民國國籍，但他已有新加坡國籍，而新加坡不承認雙重國籍，理應無中華民國國籍，使中研院於2023年起要求院士候選人需增加填寫國籍以確保符合《中央研究院組織法》第4條的院士條件。

## 代表论文
- Camerer C., Dreber A., Holzmeister F., Ho T-H., Huber J., Johannesson M., Kirchler M., Nave G., Nosek B., Pfeiffer T., Altmejd A., Buttrick N., Chan T., Chen Y., Forsell E., Gampa A., Heikensten E., Hummer L., Imai T., Isaksson S., Manfredi D., Rose J., Wagenmakers E-J., Wu H., “Evaluating the Replicability of Social Science Experiments in Science & Nature between 2010 and 2015“, Nature Human Behaviour 2: 627-644, 2018 (published online on 27 August 2018).
- Camerer, C., Dreber, A., Forsell, E., Ho, T-H., Huber, J., Johannesson, M., Kirchler, M., Almenberg, J., Altmejd, A., Chan, T., Heikensten, E., Holzmeister, F., Imai, T., Isaksson, S., Nave, G., Pfeiffer, T., Razen, M., Wu, H. “Evaluating replicability of laboratory experiments in Economics”, Science 10.1126/science.aaf0918, 2016.
- Ho, T-H. and Zhang, J-J., “Designing Pricing Contracts for Boundedly Rational Customers: Does the Framing of the Fixed Fee Matter?”, Management Science 54(4): 686-700, 2008.
- Ho, T-H., Lim, N. and Camerer, C., “Modeling the Psychology of Consumer and Firm Behavior with Behavioral Economics”, Journal of Marketing Research 43(3): 307-331, 2006.
- Camerer, C., Ho, T-H. and Chong J-K., “A Cognitive Hierarchy Model of Games”, Quarterly Journal of Economics 119(3): 861-898, 2004.
- Camerer, C. and Ho, T-H., “Experience-weighted Attraction Learning in Normal Form Games”, Econometrica 67(4): 827-874, 1999.
- Ho, T-H., Camerer, C. and Weigelt, K., “Iterated Dominance and Iterated Best Response in Experimental p-Beauty Contests”, The American Economic Review 88(4): 947-969, 1998.

## 註解
1. ↑  《國籍法》：「生時父或母為中華民國國民，屬中華民國國籍」。依國籍法，何德華父母具中華民國國籍，因此他亦具中華民國國籍。[11]